# Čelina (zámek)
Čelina je zámek ve stejnojmenné vesnici u Borotic v okrese Příbram ve Středočeském kraji. Postaven byl v první čtvrtině osmnáctého století. Zámecký areál, jehož součástí je hodnotná kaple svatého Jana Nepomuckého, je chráněn jako kulturní památka.

## Historie
Čelina bývala v první polovině čtrnáctého století manstvím hradu Vrškamýk. V osmnáctém století ji získal rod Machtů z Löwenmachtu, kteří zde v první čtvrtině téhož století nechali vybudovat barokní zámek. Součástí jeho areálu se stala kaple zasvěcená svatému Janovi Nepomuckému. Podle Emanuela Pocheho bývá připisována Janu Blažejovi Santinimu, ale jejím stavitelem byl v letech 1726–1727 příbramský Jakub Spinetti, který se však inspiroval Santiniho tvorbou.
Od Machtů zámek roku 1787 získal Jan z Unwerthu, po něm K. F. Perwolf a F. X. Jersík a v roce 1820 rodina Kučerů. Za nich zámek krátce před rokem 1831 vyhořel. Po požáru byla budova obnovena v klasicistním slohu. Roku 1893 zámek koupil Gustav Adámek. Od začátku padesátých let dvacátého století patřil Státnímu statku Dobříš, který budovu využíval k ubytování zaměstnanců. V roce 1992 zámecký areál získali dědici Gustava Adámka, kteří zchátralou budovu opravili a začali ji využívat jako sídlo svého zemědělského podniku.

## Stavební podoba

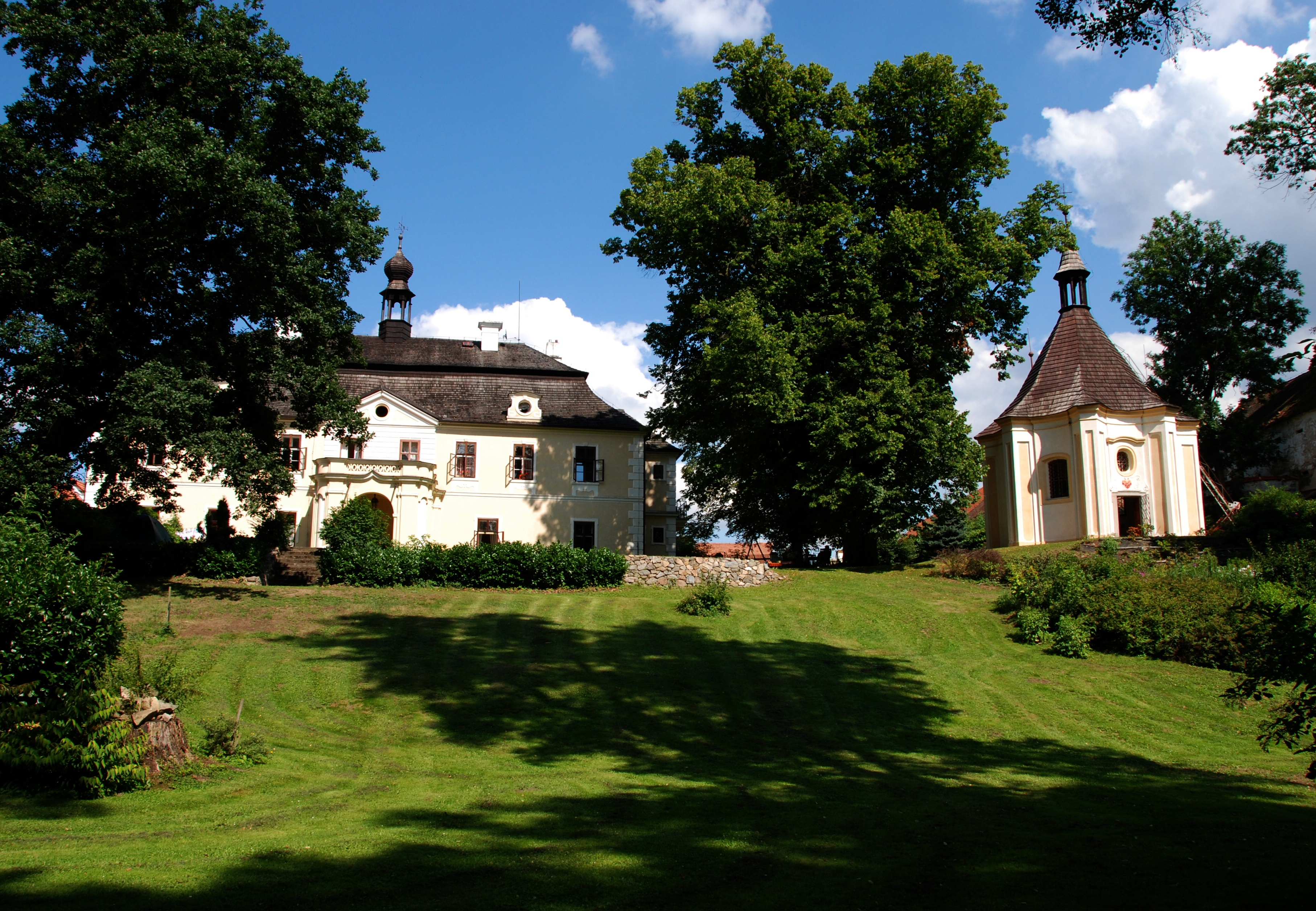
Zámecký park s kaplí

### Zámek
Hlavní zámecká budova je jednopatrová, má obdélný půdorys a mansardovou střechu s vikýři a vížkou. Dominantou zahradního průčelí je středový rizalit s balkonovým portikem. Přízemní chodba je zaklenutá plackovými klenbami a valenými pásy, zatímco v patře jsou stropy ploché. Ve vstupní chodbě se dochovala kamenná dlažba z devatenáctého století, původní dveře a schodiště do prvního patra.
K zámku přiléhá park ohraničený plotem a zdí s branami. Ve východní části areálu stojí hospodářský dvůr, jehož budovy byly postaveny v průběhu devatenáctého století. Patří k němu také trojice obytných domů (čp. 56, 57 a 58), dále bývalý čeledník (čp. 48), chlévy, porodnice telat a starší chlévy upravené na kravín. Na jižní straně dvora stojí stodola a sýpka.

### Kaple
Kaple svatého Jana Nepomuckého má osmiboký půdorys, ze kterého na východě vystupuje přístavek sakristie, nad níž se v patře nachází oratoř. Kaple i přístavek mají stanové střechy. Stěny kaple jsou konkávně prohnuté. Jejich fasády člení lizénové rámce, omítkové pásy a obdélná okna ukončená segmenty. Interiér kaple je šestnáctiboký a zaklenutý kupolí. Opěrné pilíře jsou členěné výklenky a vpadlými obdélnými poli.